# Rectilamina
Rectilamina is een geslacht van wantsen uit de familie van de Schizopteridae. Het geslacht werd voor het eerst wetenschappelijk beschreven door Hill in 1984.

## Soorten
Het genus bevat de volgende soorten:

- Rectilamina australis Hill, 1984
- Rectilamina borealis Hill, 1984
- Rectilamina curvicauda Hill, 1984
- Rectilamina illacuna Hill, 1984
- Rectilamina oblonga Hill, 1984
- Rectilamina spinosisura Hill, 1984
- Rectilamina torquata Hill, 1984